# Boris Berian
Boris Berian (* 19. prosince 1992 Colorado Springs, Colorado) je americký atlet, běžec na střední tratě, halový mistr světa v běhu na 800 metrů z roku 2016.

## Kariéra
Do světové špičky běžců středních tratí vkročil v roce 2015 svým osobním rekordem na 800 metrů 1:43,34. Jeho největším úspěchem je zatím titul halového mistra světa na této trati, který vybojoval v březnu 2016 v Portlandu. V olympijském finále půlkařů v Rio de Janeiro ve stejné sezóně skončil v běhu na 800 metrů na osmém místě.